# Battaglia di Sasireti
La battaglia di Sasireti (სასირეთის ბრძოლა) fu combattuta nel 1042 presso il villaggio di Sasireti, nell'odierna regione del Shida Kartli, non lontano dalla città di K'asp'i, durante la guerra civile del regno di Georgia. Si trattò di una sconfitta inflitta all'esercito di re Bagrat IV dal lord ribelle Liparit IV.
Una faida tra Bagrat IV ed il suo ex generale Liparit Baghvashi, potente duca di Kldekari, scoppiò durante la campagna condotta contro la città georgiana di Tbilisi (1037–1040), comandata da emiri arabi. Il re, avvisato dai nemici di Liparit, strinse un'alleanza con l'emiro Ali ibn-Jafar, nemico giurato del duca, nel 1040. Per rappresaglia Liparit si ribellò e cercò di mettere Demetre, fratellastro di Bagrat, sul trono di Georgia. Non ebbe successo, e pose fine alle ostilità con Bagrat, ricevendo il titolo di Granduca di Kartli, ma concedendo il figlio Ioane al re quale ostaggio. Ben presto Liparit si ribellò di nuovo, chiedendo aiuto all'impero bizantino. Supportato dai bizantini e da un esercito della Cachezia (un regno della Georgia orientale), liberò il proprio figlio ed invitò di nuovo il principe Demetre a sedere sul trono. Quest'ultimo morì nella prima fase della guerra, ma Liparit proseguì a combattere gli uomini del re.
L'esercito reale comandato da re Bagrat si unì ad un distaccamento di Variaghi di 700 uomini, probabilmente una divisione della spedizione del vichingo svedese Ingvar il Viaggiatore. Secondo un antico racconto georgiano, erano sbarcati a Bashi, un luogo alla foce del fiume Rioni, in Georgia occidentale.
I due eserciti combatterono uno scontro decisivo vicino al villaggio di Sasireti, in Georgia, nella primavera del 1042. Nel duro combattimento l'esercito reale fu sconfitto e costretto a fuggire ad ovest. Liparit assediò la fortezza di Artanuji, diventando quindi il governatore virtuale delle province meridionale ed orientale della Georgia. Sconfitto in battaglia, fu solo nel 1059 che Bagrat IV riuscì a ripristinare la propria autorità nel regno, esiliando il rinnegato duca Liparit a Costantinopoli.